# Museo oceanografico di Monaco

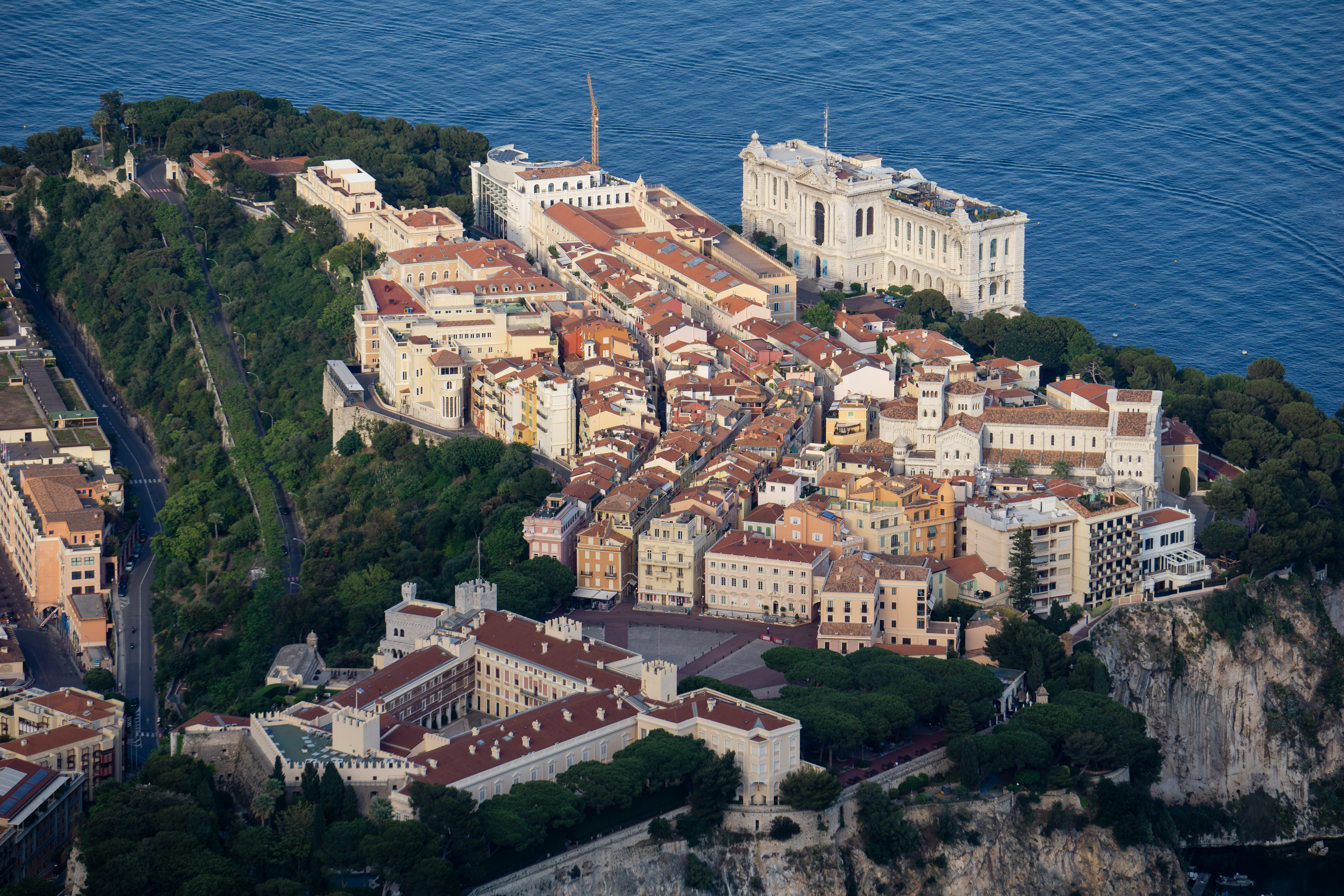
La Rocca con il Museo

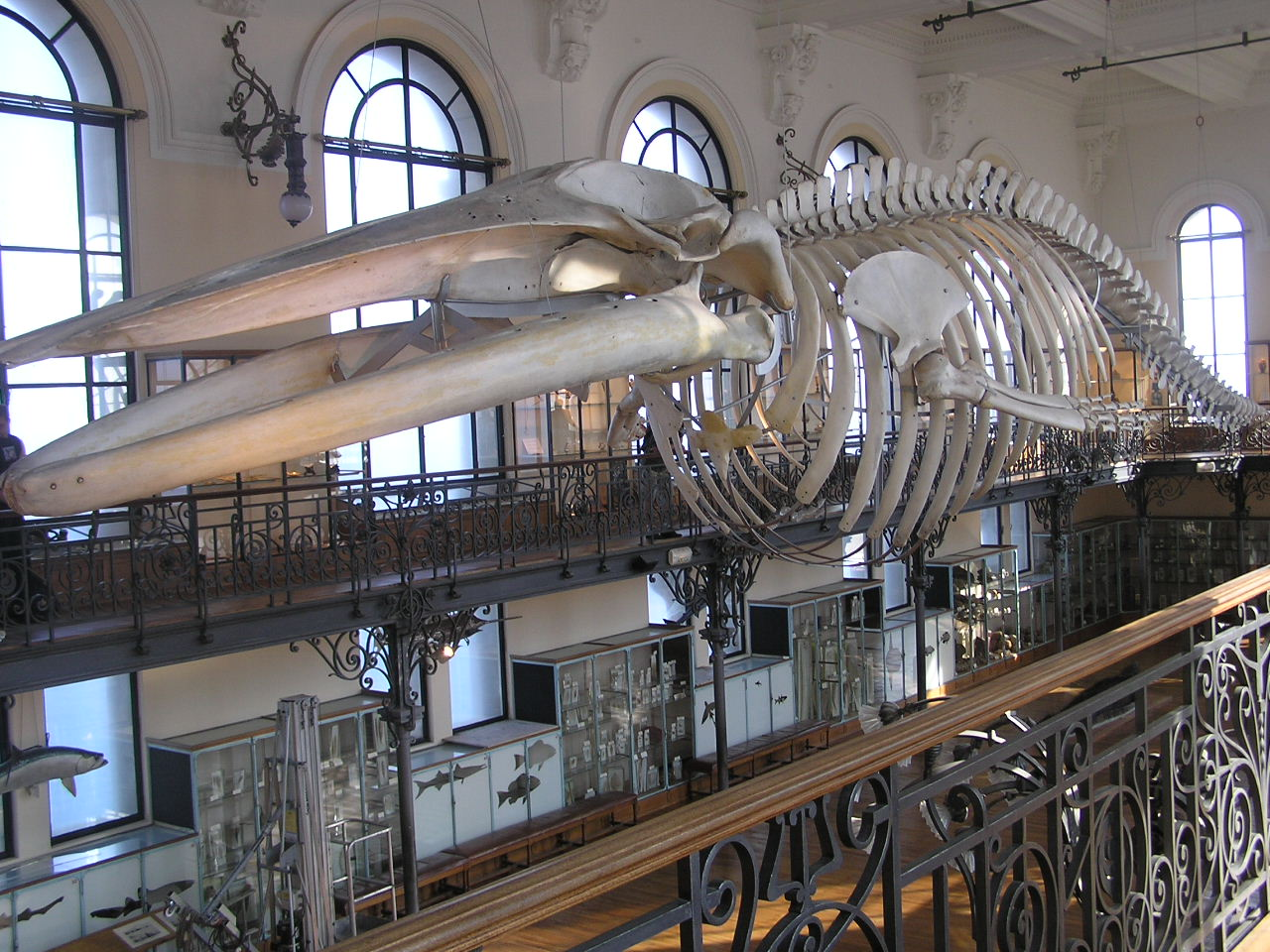
Scheletro della grande balena blu

L'Istituto e museo oceanografico di Monaco è un centro di conservazione e studi del mare fondato nel 1889, mentre l'Istituzione oceanografica fu fondata nel 1906. Entrambe furono create dal principe Alberto I di Monaco nell'ambito del Ministero della pubblica istruzione francese. L'edificio sorge sulla base della Rocca di Monaco in Costa Azzurra.

## Storia
Nel 1889, il principe Alberto I di Monaco, soprannominato "il principe navigatore”, fece costruire il Museo Oceanografico di Monaco dedicato al mare; con i laboratori, le collezioni delle sue esplorazioni e acquari della flora e della fauna selvatica dei fondali marini del Mediterraneo.
Il museo promuove la sensibilizzazione del pubblico verso l'oceano, attraverso collezioni oceanografiche raccolte dal principe, le mostre permanenti e temporanee e gli acquari.
Nel 1906, dopo anni di ricerca oceanografica e spedizioni, la Fondazione Alberto I fu riconosciuta di pubblica utilità, nel suo modo di lavorare scientificamente, dall'Institut de France.
Nel 1957, il Comandante Jacques-Yves Cousteau è stato nominato direttore del Museo Oceanografico; la sua nomina coincide con lo sviluppo del turismo nel Principato di Monaco.

## L'edificio
Piano 2
Al secondo piano, sospesi a 85 metri sopra il livello del mare, si trovano una terrazza con vista e un ristorante.
Piano 1
Nella Sala Alberto I è allestita un'esposizione dedicata al principe, il pioniere dell'oceanografia.
Nella Sala della Balena vi sono il monumentale scheletro di balena trovata sulla spiaggia di Pietra Ligure il 6 settembre del 1896 e donata al Museo e l'esposizione "Inspirations Marines", una collezione di raffinati oggetti d'arte relativi al mare, ispirati dalla fauna marina.
Piano Terra
Al piano terra sono presenti: la Sala delle conferenze, la Sala delle esposizioni temporanee e la boutique.
Piano -1
Al primo piano sotto terra è posta una vasca di grandi dimensioni con una moltitudine di pesci colorati.
Piano -2
Al secondo piano sotto terra si trovano tre vasche: la "Vasca della Laguna", la vasca "Mari Tropicali" e la vasca "Mar Mediterraneo".

## Galleria d'immagini

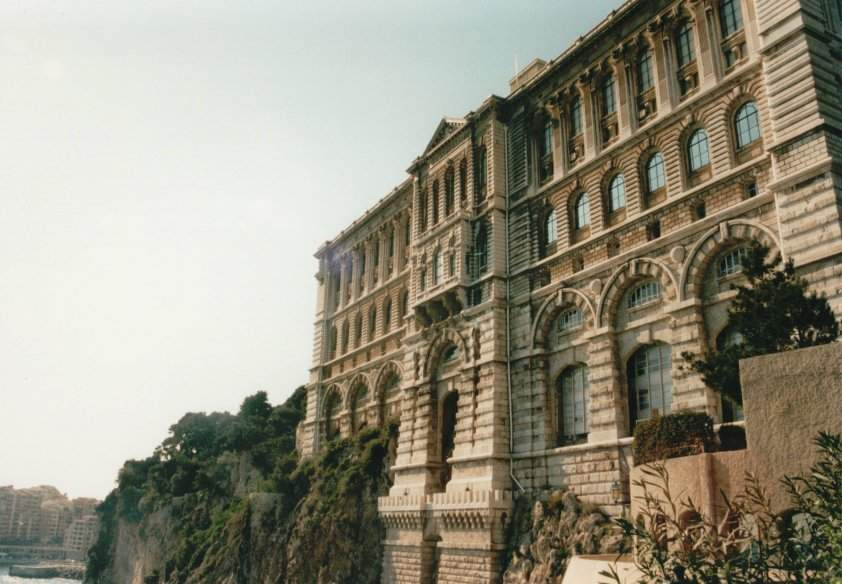
Facciata del museo
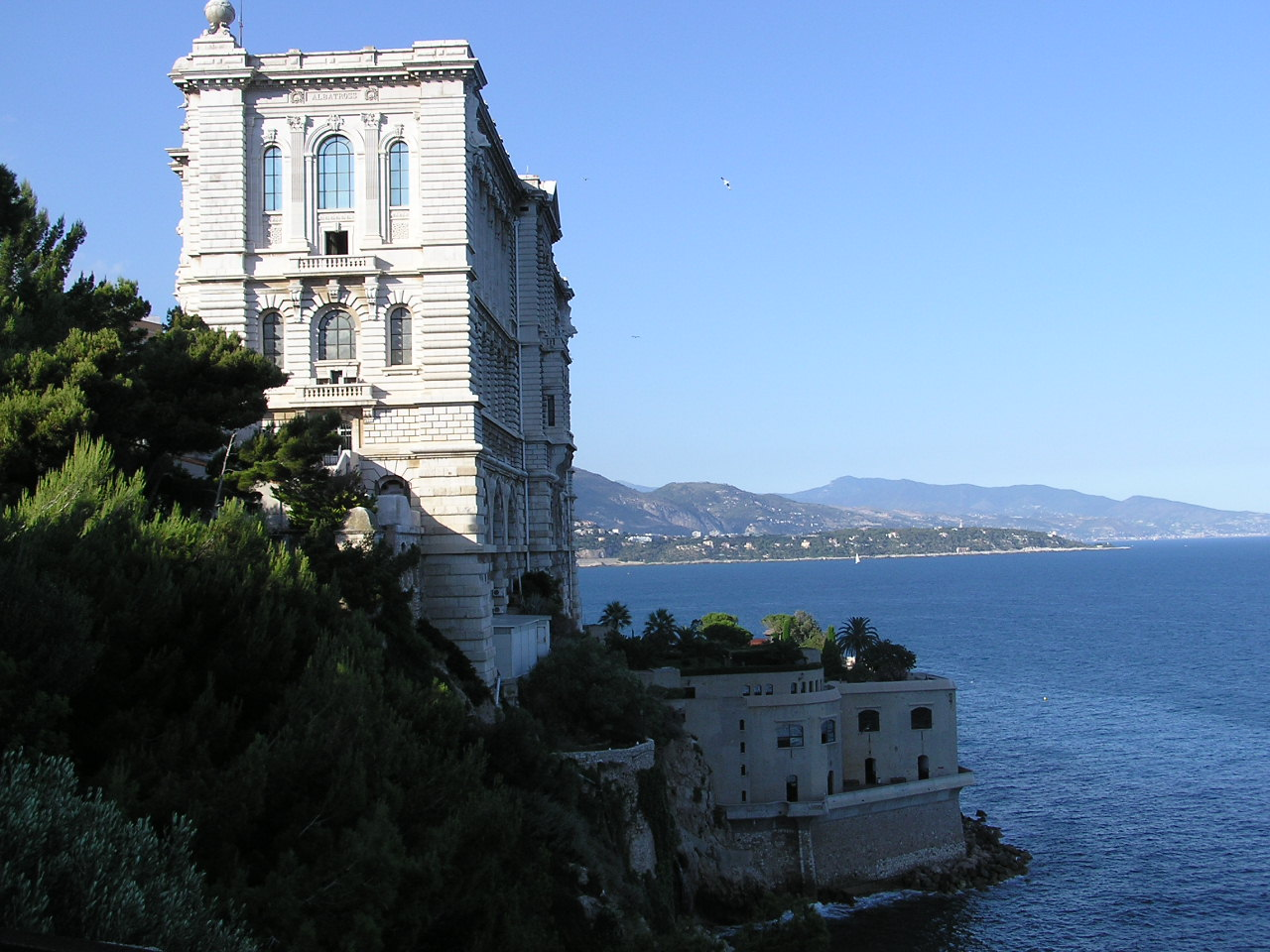
Veduta del Museo
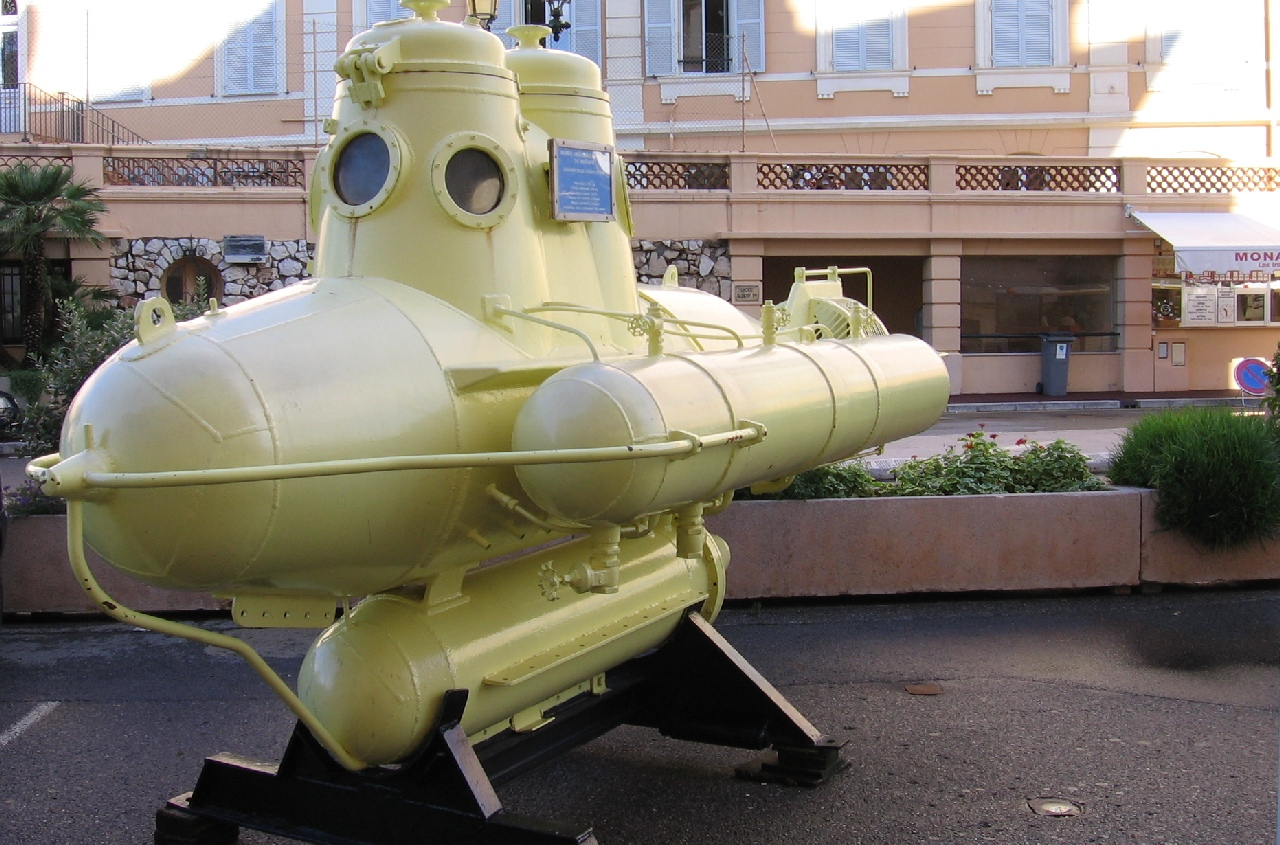
Batiscafo davanti al Museo
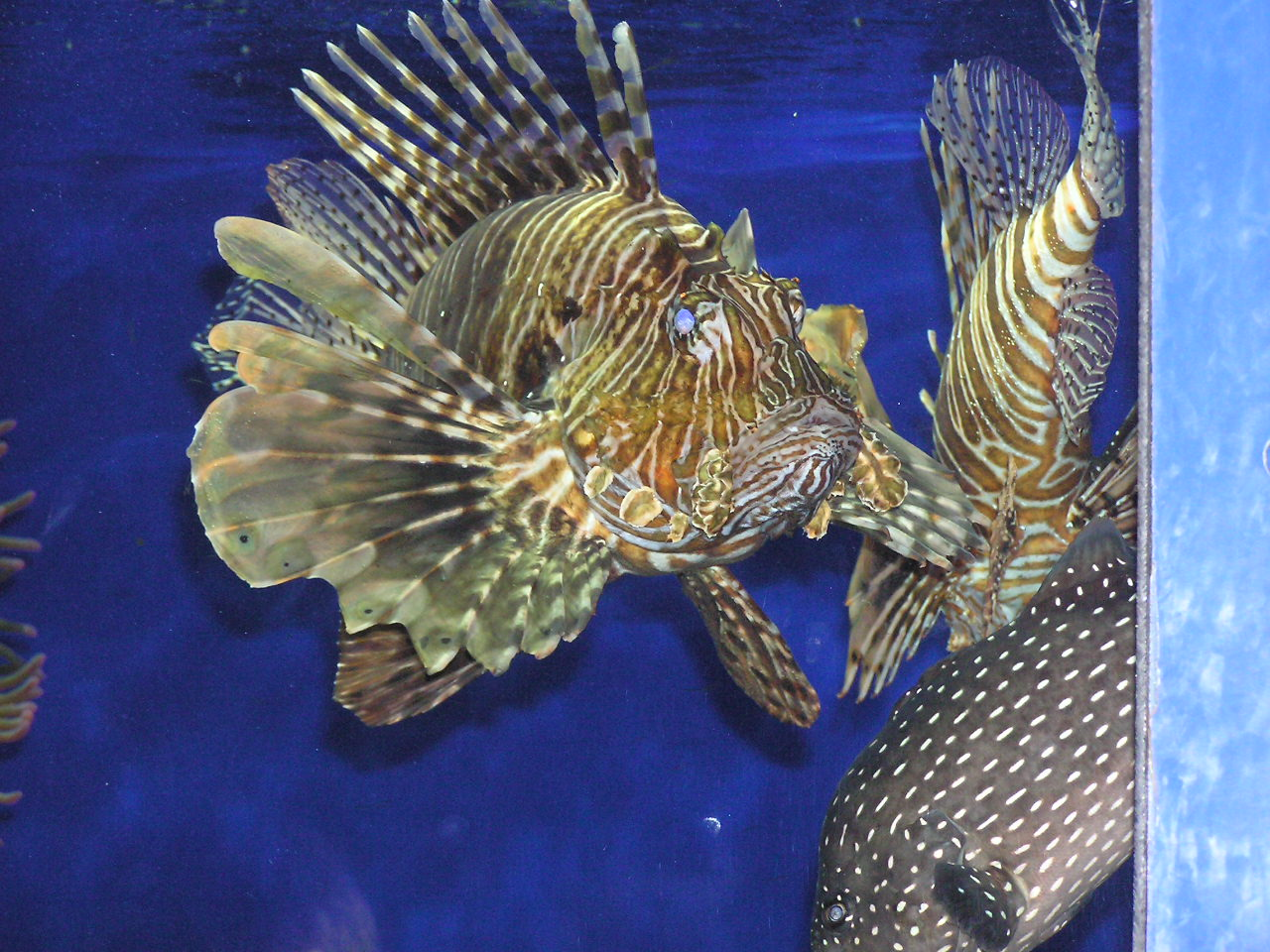
Acquario
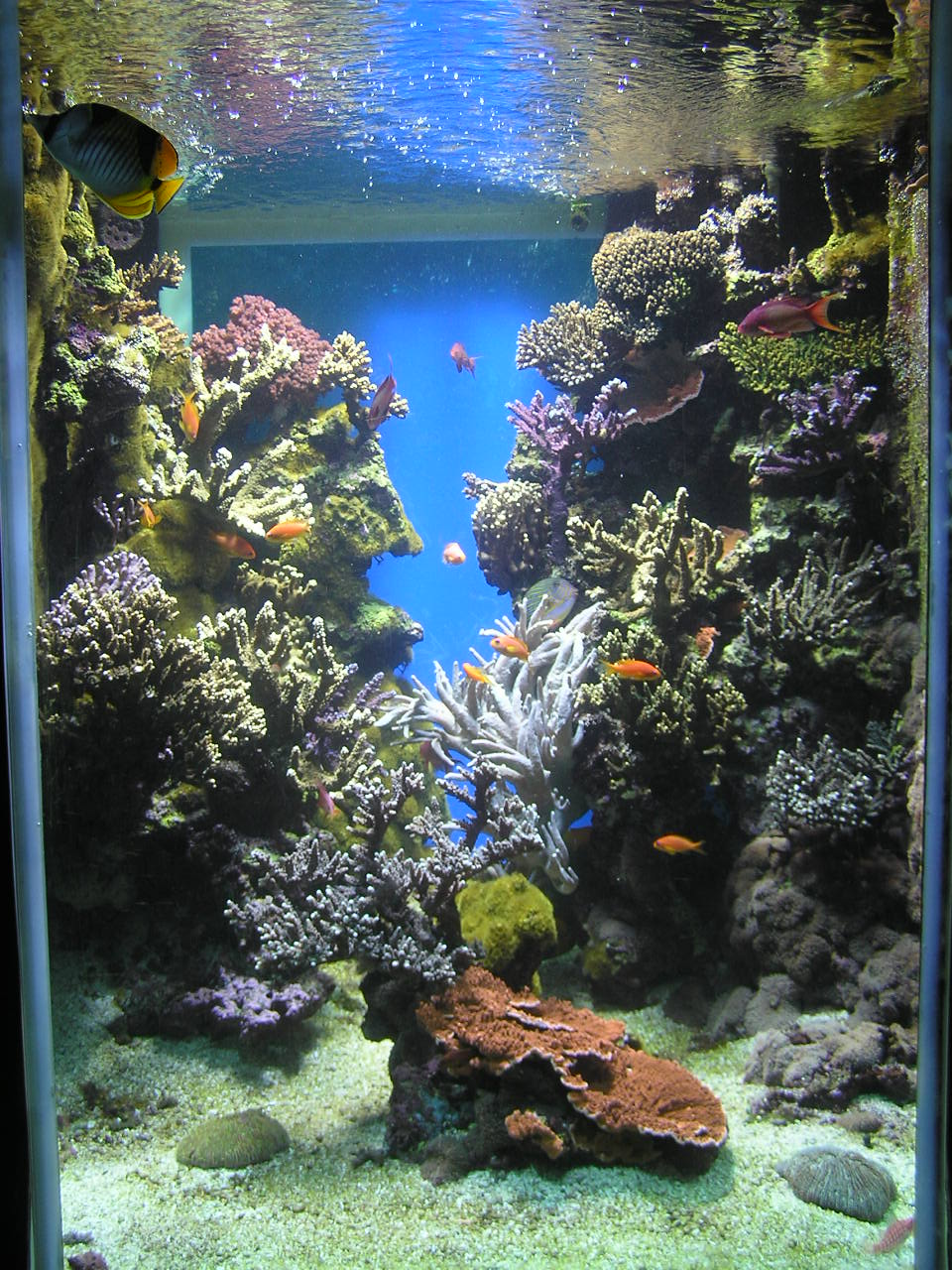
Acquario
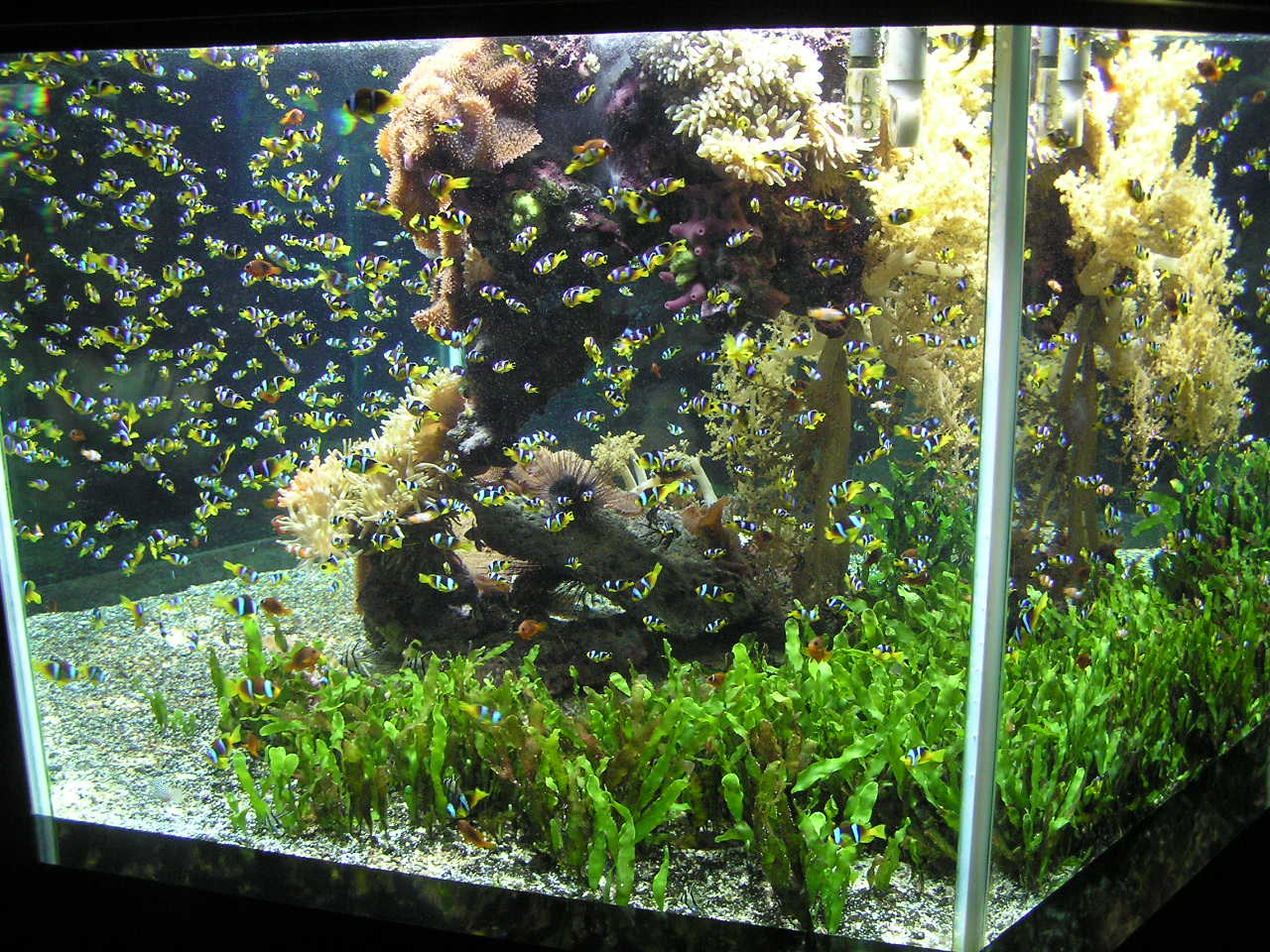
Acquario
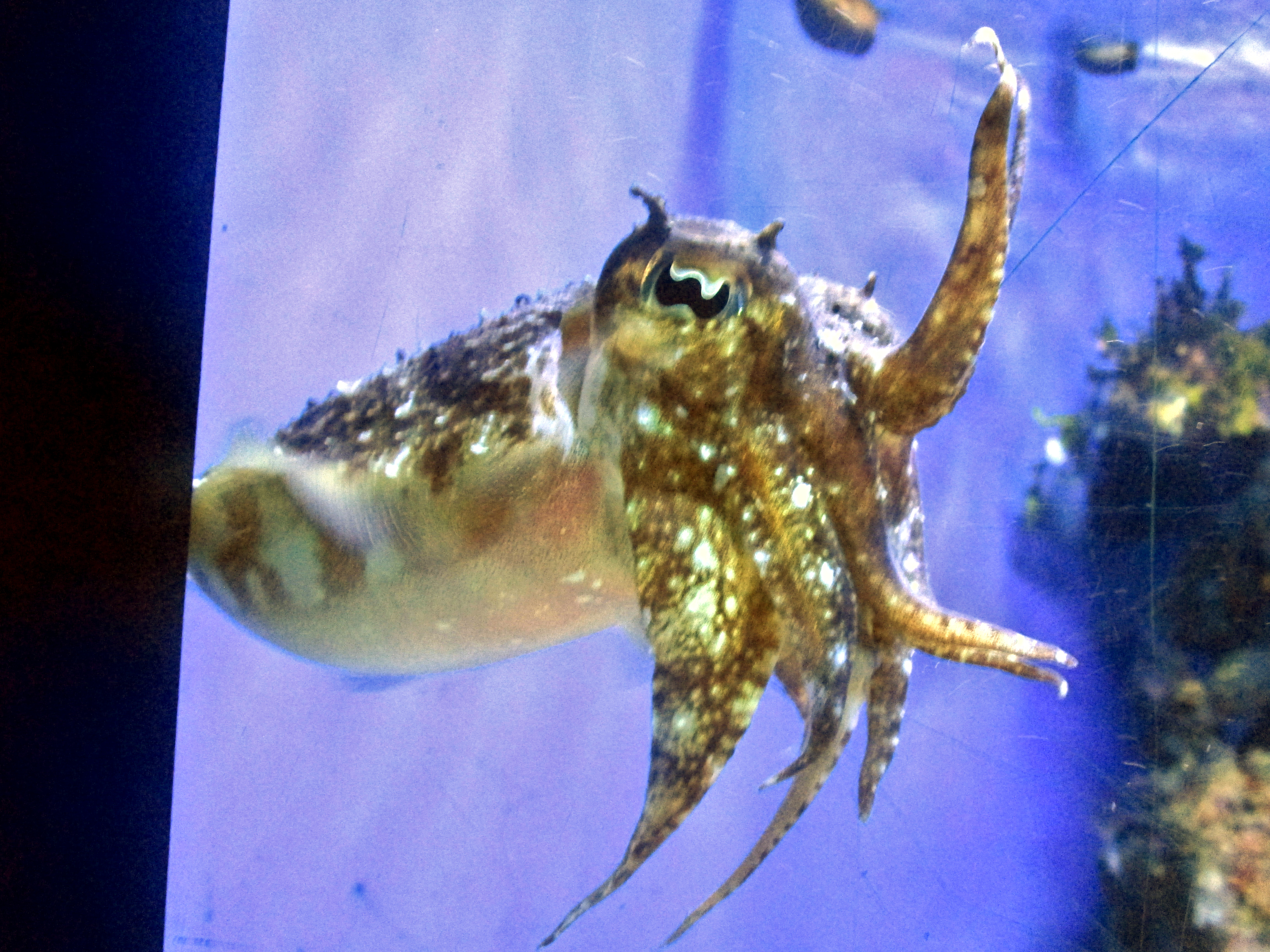
Seppia
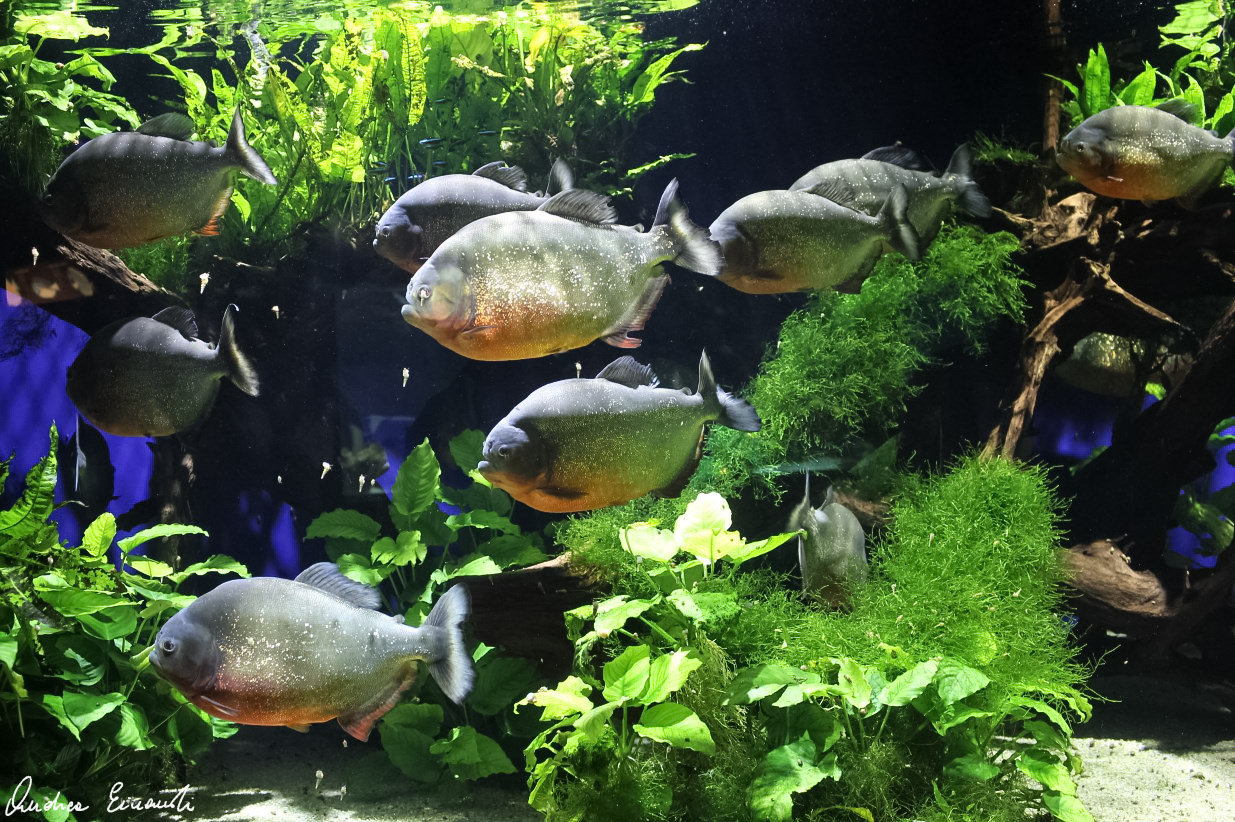
Piranha
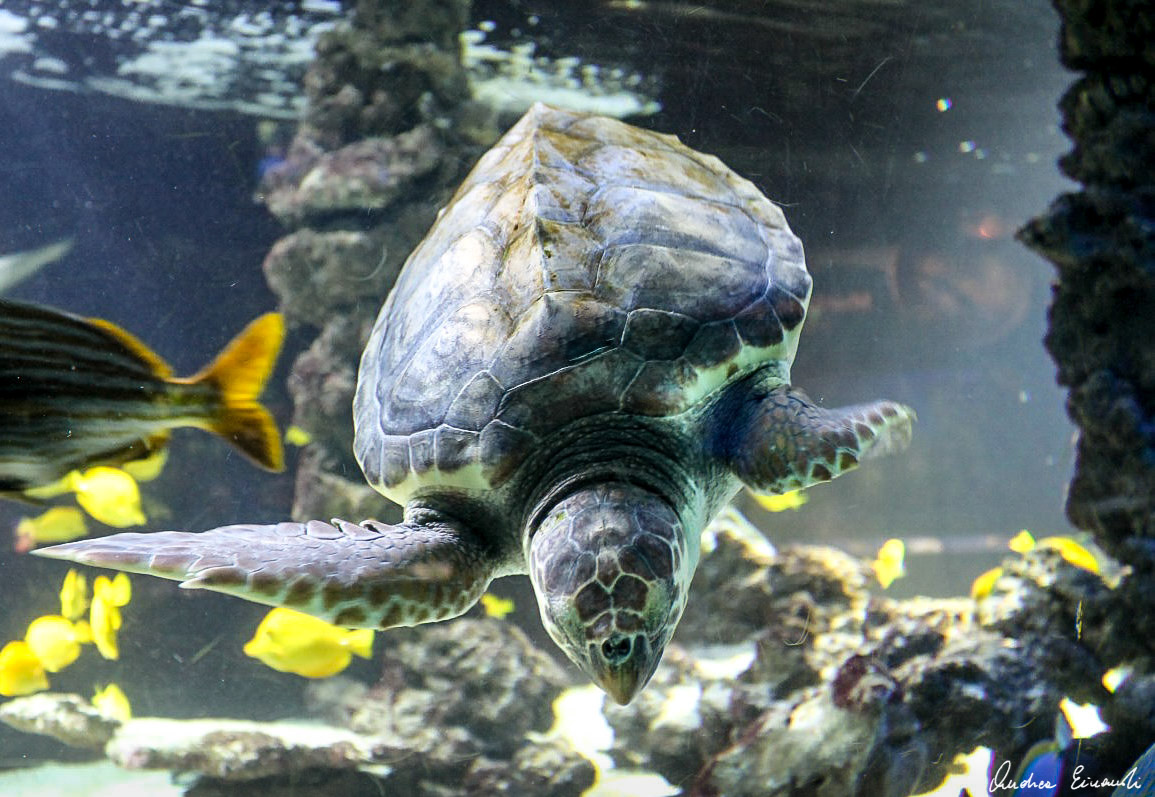
Tartaruga marina
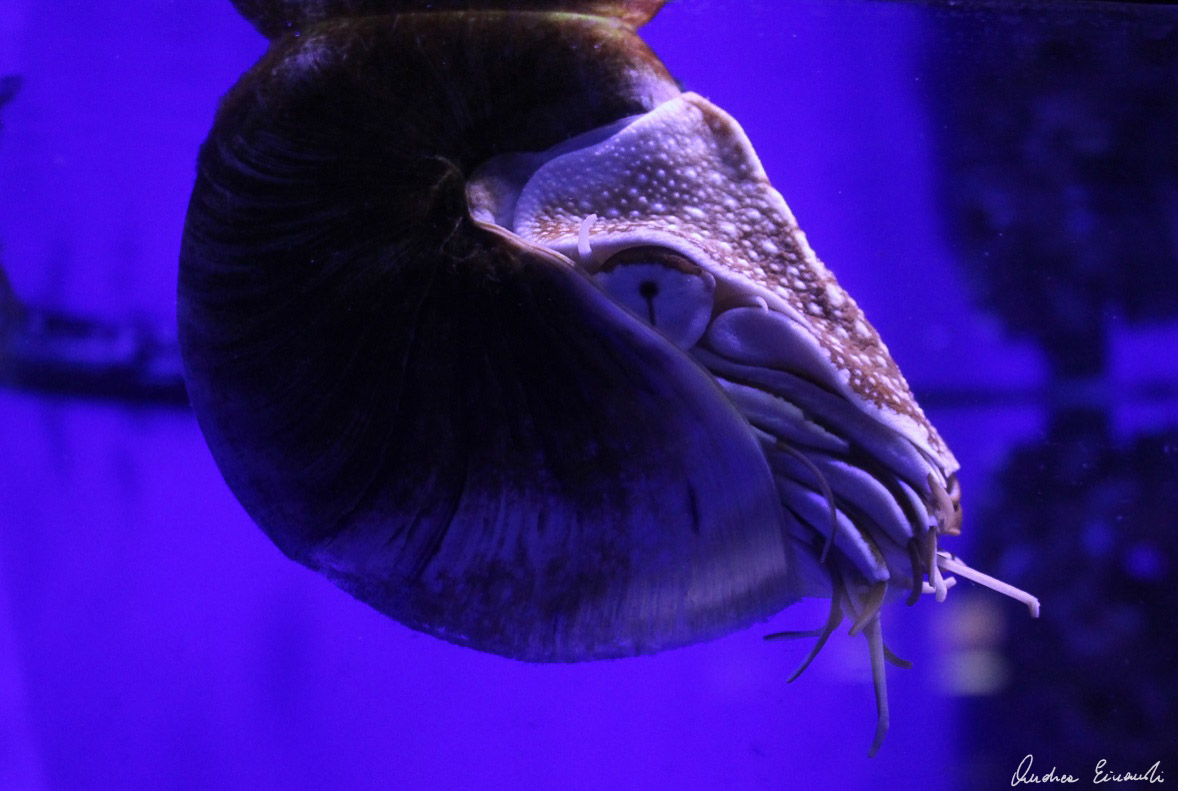
Nautilus